# Луцький дитинець
Луцький дитинець — історичне ядро давньоруського Лучеська, нинішнього Луцька.
Закладений на межі X і XI століть на підвищенні біля злиття Стиру з його маленькою притокою Глушець. Назву свою місто, мабуть, отримало від крутих лук, які тут утворює Стир, що охоплює місто із трьох боків. Співвідношення сторін дитинця становило 110 × 100 м. У 1069 році фортеця витримала тривалу облогу з боку польського війська князя Болеслава II Сміливого. У XII столітті Луцький дитинець оновлено за рахунок потужних дерев'яних стін, зведених на насипнім валу. З напільного боку дитинець був також захищений ровом, викопаним приблизно того ж періоду. З південного заходу до дитинця прилягало окольне місто (360 × 170 м), яке наступної епохи називалося Нижнім замком, тоді як дитинець був відомий як Верхній замок.
У 1149 році Луцьк витримав шеститижневу облогу з боку полків Юрія Долгорукого. Роком пізніше місто не зміг взяти галицький князь Володимирко Володарович, а в 1155 році така ж невдача спіткала галицького князя Ярослава Осмомисла. У 1175–1180 роках у дитинці збудовано кам'яну церкву Івана Богослова. Саме тоді дитинець формувався як княжий двір — головна резиденція удільних луцьких князів. Тут проживала князівська родина, різні чиновники. У 1240 році укріплення міста сильно постраждали під час монгольської навали на Русь, а в 1261 році вони, як і ціла низка інших укріплень Західної Русі, були остаточно зруйновані за наказом монгольського нойона Бурундая. В середині XIV століття на місці давньоруського дитинця литовський князь Любарт звів кам'яний замок, відомий як замок Любарта.
На території дитинця археологами під час розкопок виявлено давньоруські помешкання X- XIII століть, предмети озброєння та інше.